# Stomiforeningen COPA
Stomiforeningen COPA er en dansk forening, der varetager interesser for stomi- og reservoiropererede samt personer med sygdomme, der kan føre til anlæggelse af stomi/reservoir. Foreningen afholder medlemsarrangementer og -møder i lokalforeningerne og interessegrupperne. Desuden driver Stomiforeningen COPA en hjemmeside med bl.a. diskussionsforum og oplysninger om stomi.